# Janir Branco
Janir Souza Branco (Rio Grande, 28 de setembro de 1973) é um advogado e político brasileiro, filiado ao MDB. Foi deputado estadual e líder do Governo Rigotto na Assembleia Legislativa, prefeito de Rio Grande e diretor superintendente do Porto de Rio Grande, autarquia que administra o porto homônimo e todo sistema hidroportuário gaúcho.

## Vida Pessoal
É filho de Araci Souza Branco e Wilson Mattos Branco, do qual herdou um legado político determinante que o fez alcançar o cargo de prefeito de Rio Grande, que o pai exerceu até sua morte. Assim como Janir, o primo, Fábio, outro herdeiro político de Wilson, também governou a cidade.
Além disso, é casado com a decoradora Cristine Bello Branco, com quem tem três filhos.

## Trajetória Política

### Início da Carreira
Iniciou sua carreira política em 1990 como secretário da Colônia de Pescadores Z-1, além de secretário na Federação de Pescadores do Estado do Rio Grande do Sul. Em 1993, tornou-se assessor de gabinete de seu pai, Wilson Mattos Branco, então vereador da cidade de Rio Grande. A partir de 1995, quando Wilson se tornou deputado federal, assessorou-o na Câmara dos Deputados como secretário parlamentar. Encerrou esta atividade no final de 1996, em razão do pleito municipal daquele ano que elegeu Wilson como prefeito municipal. Participou desta administração como Oficial de Gabinete da Prefeitura até julho de 2000, quando seu pai faleceu.
Em 2001, tornou-se Secretário Geral de Governo na administração de seu primo, Fábio, eleito prefeito.

### Deputado estadual
Deixou a função no ano seguinte para concorrer ao cargo de deputado estadual na 51ª legislatura, para o qual se elegeu ao receber pouco mais de 38 mil votos.
Em junho de 2004, depois de ter exercido a vice-liderança, tornou-se líder do governo de Germano Rigotto na Assembleia Legislativa. Contudo, só exerceu a função até o fim daquele ano, porque seu primo, Fábio Branco, em razão de uma condenação da Justiça Eleitoral, desistiu da sua candidatura à reeleição como prefeito de Rio Grande, dando lugar a Janir. Apesar da brevidade da sua passagem pela Assembleia, o político se destacou, por exemplo, como relator do orçamento estadual de 2004.

### Prefeito
Candidatando-se apenas poucos dias antes do pleito municipal, elegeu-se com ampla maioria, 75% dos votos válidos, o que representava pouco mais de 83 mil eleitores, sendo seguido por Luiz Sportono, do Partido dos Trabalhadores, que obteve apenas 15% dos votos válidos.
Em abril de 2005, inaugurou, simultaneamente, quatro ginásios escolares da Rede Municipal de ensino, homenageando, ao nomeá-los, Wilson Mattos Branco, Alexandre Angelo Degani, Denis Willian Lawson e Daniel da Silva Xavier; os esforços foram iniciados na administração anterior, do primo. A cerimônia de inauguração, que foi assistida por Paulão, gaúcho campeão olímpico de vôlei em 1992, convidado especialmente para o evento, foi oportunidade para destacar a intenção de Janir de priorizar a educação em sua administração. No mês seguinte, foi inaugurado um quinto ginásio, o Dinair Rodrigues França.
Em sua administração, foi desenvolvido o Projeto Escuna (acrônimo de Escola-Comunidade-Universidade), projeto em parceria com a Companhia Petroquímica do Sul, dedicado à informatização da rede municipal de ensino, criando laboratórios de informáticas nas escolas, e cujo modelo foi implementado em outras cidades do estado.
Ainda no âmbito da Secretaria de Educação, auxiliado pela Secretaria Sônia Tissot, Janir iniciou as obras de revitalização do antigo Presídio Municipal para dar lugar ao Centro de Formação Escola Viva, dedicado à capacitação dos alunos para o mercado de trabalho, inaugurado mais tarde, já na segunda administração Fábio Branco.
O seu vice-prefeito foi Juarez Vasconcelos Torronteguy, que exerceu o cargo até sua morte em abril de 2007. Depois de cumprir seu mandato, não buscou a reeleição dando lugar à tentativa de nova eleição de Fábio Branco, seu primo.

### Diretor Superintendente da SUPRG
Em janeiro de 2009, Yeda Crusius, então Governadora do Estado, nomeou-o Diretor da Superintendência do Porto de Rio Grande (SUPRG), cargo que exerceu até pedir sua exoneração no final do mesmo ano por razões pessoais.
No início de 2015, contudo, voltou ao cargo, dessa vez nomeado pelo Governador José Ivo Sartori. Desde abril de 2017, com a extinção da Superintendência de Portos e Hidrovias (SPH), então administradora de portos como o de Pelotas e Porto Alegre, a SUPRG passou a administrar, além do Porto de Rio Grande, todo o sistema hidroportuário gaúcho. Em janeiro de 2019, Janir deixou a Diretoria ante a nomeação de um novo Diretor, Paulo Fernando Curi Estima, pelo novo governador, Eduardo Leite.